# Martuni
Martuni (armenio: Մարտունի) es una comunidad urbana de Armenia perteneciente a la provincia de Geghark'unik'.
En 2011 tiene 12 894 habitantes.
El lugar fue conocido en el período medieval como "Mets Kznut". En 1830 fue fundada la actual localidad bajo el nombre de "Nerkin Gharanlugh", pero en 1926 el nombre fue cambiado a "Martuni" en honor al revolucionario Alexander Miasnikian.
Se ubica en la orilla meridional del lago Sevan, en el cruce de las carreteras M10 y M11.